# Жабинці (Барановицький район)
Жабинці (біл. Жабінцы) — село в Білорусі, у Барановицькому районі Берестейської області. Орган місцевого самоврядування — Городищенська сільська рада.

## Населення
За переписом населення Білорусі 2009 року чисельність населення села становило 19 осіб.